# Szíria a 2000. évi nyári olimpiai játékokon
Szíria az ausztráliai Sydneyben megrendezett 2000. évi nyári olimpiai játékok egyik részt vevő nemzete volt. Az országot az olimpián 4 sportágban 8 sportoló képviselte, akik érmet nem szereztek.

## Atlétika
Férfi
| Versenyző             | Versenyszám | Előfutam | Előfutam | Előfutam | Elődöntő | Elődöntő | Elődöntő | Döntő   | Döntő    |
| Versenyző             | Versenyszám | Idő      | Hely.    | Össz.    | Idő      | Hely.    | Össz.    | Idő     | Helyezés |
| --------------------- | ----------- | -------- | -------- | -------- | -------- | -------- | -------- | ------- | -------- |
| Zajd Abu Hámed        | 400 m gát   | 50,74    | 5.       | 33.      | kiesett  | kiesett  | kiesett  | kiesett | kiesett  |
| Zahr ed-Dín en-Nazsem | 400 m gát   | 52,70    | 7.       | 59.      | kiesett  | kiesett  | kiesett  | kiesett | kiesett  |

Női
| Versenyző | Versenyszám | 100 m gát     | 100 m gát     | Magasugrás | Magasugrás | Súlylökés  | Súlylökés  | 200 m      | 200 m      | Távolugrás | Távolugrás | Gerelyhajítás | Gerelyhajítás | 800 m      | 800 m      | Végeredmény   | Végeredmény   |
| Versenyző | Versenyszám | Idő           | Pont          | Eredmény   | Pont       | Eredmény   | Pont       | Idő        | Pont       | Eredmény   | Pont       | Eredmény      | Pont          | Idő        | Pont       | Pont          | Helyezés      |
| --------- | ----------- | ------------- | ------------- | ---------- | ---------- | ---------- | ---------- | ---------- | ---------- | ---------- | ---------- | ------------- | ------------- | ---------- | ---------- | ------------- | ------------- |
| Gáda Suá  | Hétpróba    | nem ért célba | nem ért célba | nem indult | nem indult | nem indult | nem indult | nem indult | nem indult | nem indult | nem indult | nem indult    | nem indult    | nem indult | nem indult | nem ért célba | nem ért célba |

## Ökölvívás
| Versenyző       | Versenyszám   | Selejtező                      | Nyolcaddöntő      | Negyeddöntő       | Elődöntő          | Döntő             | Helyezés |
| Versenyző       | Versenyszám   | Ellenfél Eredmény              | Ellenfél Eredmény | Ellenfél Eredmény | Ellenfél Eredmény | Ellenfél Eredmény | Helyezés |
| --------------- | ------------- | ------------------------------ | ----------------- | ----------------- | ----------------- | ----------------- | -------- |
| Júszif Másszász | Nagyváltósúly | Jermahan Ibraimov (KAZ) · 2-17 | kiesett           | kiesett           | kiesett           | kiesett           | 17.      |
| Íháb el-Júszef  | Félnehézsúly  | Danie Venter (RSA) · 9-12      | kiesett           | kiesett           | kiesett           | kiesett           | 17.      |

## Sportlövészet
Férfi
| Versenyző       | Versenyszám       | Selejtező | Selejtező | Döntő   | Döntő    |
| Versenyző       | Versenyszám       | Pont      | Helyezés  | Pont    | Helyezés |
| --------------- | ----------------- | --------- | --------- | ------- | -------- |
| Mohammed Mahfúd | Sportpuska, fekvő | 575       | 53.       | kiesett | kiesett  |

## Úszás
Férfi
| Versenyző  | Versenyszám    | Előfutam | Előfutam | Előfutam | Elődöntő | Elődöntő | Elődöntő | Döntő   | Döntő    |
| Versenyző  | Versenyszám    | Idő      | Hely.    | Össz.    | Idő      | Hely.    | Össz.    | Idő     | Helyezés |
| ---------- | -------------- | -------- | -------- | -------- | -------- | -------- | -------- | ------- | -------- |
| Fádi Kúzma | 200 m pillangó | 2:11,56  | 6.       | 46.      | kiesett  | kiesett  | kiesett  | kiesett | kiesett  |

Női
| Versenyző     | Versenyszám | Előfutam | Előfutam | Előfutam | Elődöntő | Elődöntő | Elődöntő | Döntő   | Döntő    |
| Versenyző     | Versenyszám | Idő      | Hely.    | Össz.    | Idő      | Hely.    | Össz.    | Idő     | Helyezés |
| ------------- | ----------- | -------- | -------- | -------- | -------- | -------- | -------- | ------- | -------- |
| Márella Mamún | 200 m gyors | 2:18,78  | 3.       | 39.      | kiesett  | kiesett  | kiesett  | kiesett | kiesett  |